# D.I.T.C. (album)
Worldwide este titlul albumului de debut al trupei D.I.T.C., fiind o prescurtare de la Diggin' in the Crates. Grupul era format din Lord Finesse, Show, A.G., Diamond D, Fat Joe, O.C., Buckwild și Big L. „Tribute”, este o piesă dedicată lui Big L, care a fost ucis pe 15 februarie, 1999. 

## Ordinea pieselor
| #  | Titlu                    | Producător(i) | Cântăreț(i)                                |
| -- | ------------------------ | ------------- | ------------------------------------------ |
| 1  | „Thick”                  | DJ Premier    | A.G., Big L, O.C.                          |
| 2  | „Get Yours”              | Show          | Big L, O.C., Diamond D                     |
| 3  | „Where Ya At”            | Show          | Big Pun, Milano                            |
| 4  | „Way of Life”            | Show          | Fat Joe, Big L                             |
| 5  | „Day One”                | Diamond D     | Diamond D, Big L, A.G., Lord Finesse, O.C. |
| 6  | „Hey Luv”                | Lord Finesse  | Milano, Cuban Link                         |
| 7  | „Foundation”             | Show          | Diamond D, O.C., A.G., Lord Finesse        |
| 8  | „Champagne Thoughts”     | Buckwild      | O.C.                                       |
| 9  | „Ebonics (Premo Mix)”    | DJ Premier    | Big L                                      |
| 10 | „Drop it Heavy”          | Show          | KRS-One, Big Pun, A.G.                     |
| 11 | „Da Enemy”               | DJ Premier    | Big L, Fat Joe                             |
| 12 | „Stand Strong”           | Show          | Big L, Lord Finesse, A.G., O.C.            |
| 13 | „Weekend Nights”         | Show          | A.G.                                       |
| 14 | „Thick (Rockwilder Mix)” | Rockwilder    | A.G., Big L, O.C.                          |
| 15 | „Tribute”                | Ahmed         | O.C., A.G., Lord Finesse                   |

## Single-uri extrase din album
| Titlu         | Lansat | Fața B                  |
| ------------- | ------ | ----------------------- |
| „Day One”     | 1997   | „Day One (Show Remix)”  |
| „Thick”       | 1999   | „Time To Get The Money” |
| „Get Yours”   | 1999   | „Where You At?”         |
| „Way of Life” | 1999   |                         |

## Poziționarea albumului în topuri
| Anul | Album    | Poziția       | Poziția                | Poziția         |
| Anul | Album    | Billboard 200 | Top R&B/Hip Hop Albums | Top Heatseekers |
| 2000 | D.I.T.C. | #141          | #31                    | #5              |